# 완다 그룹

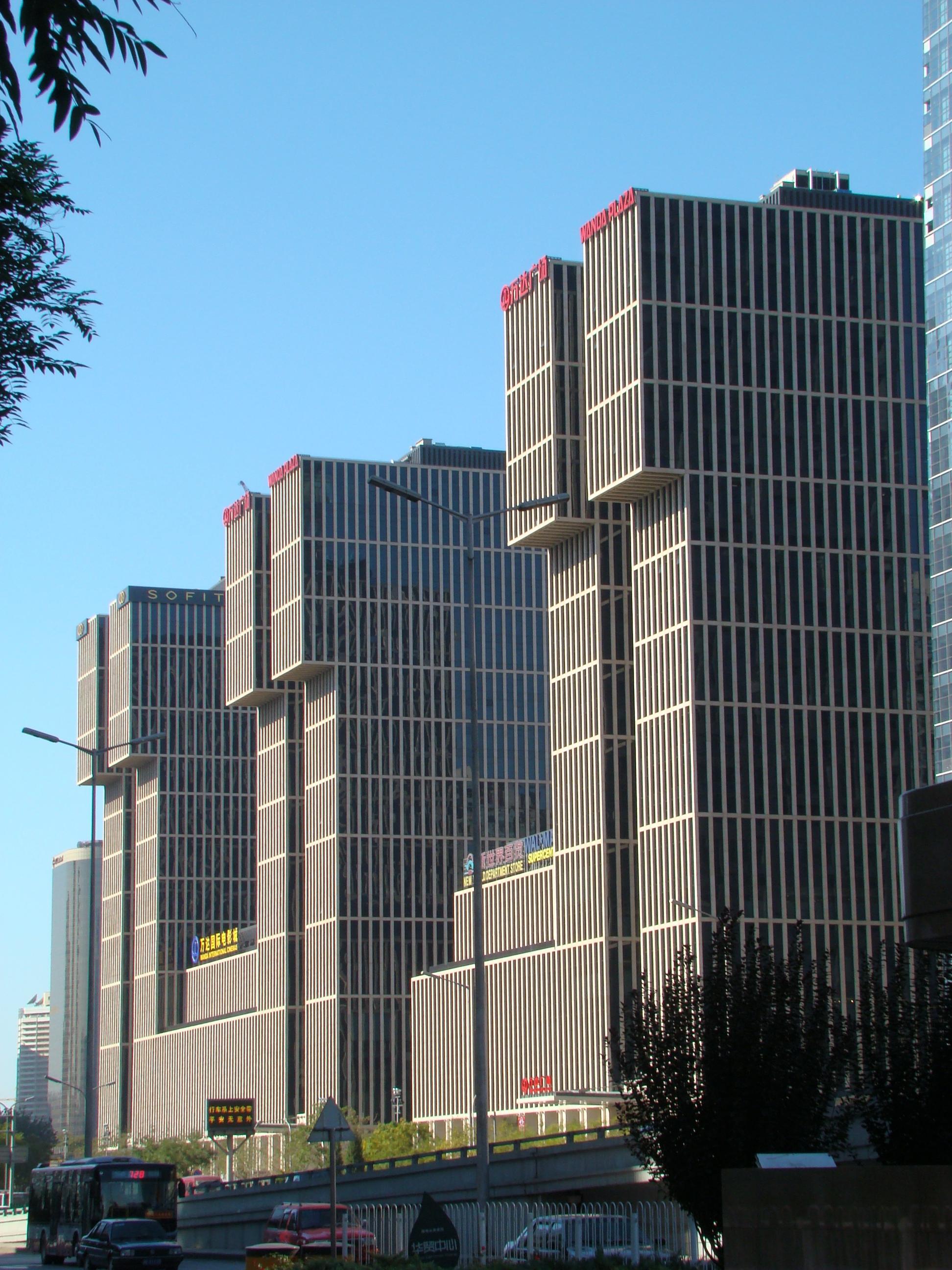
완다 그룹 본사

완다 그룹(만탈,영어: Wanda Group, 중국어: 万达集团)은 중화인민공화국의 미디어 및 관광업 관련 기업이다.

## 역사
완다그룹은 부동산 기업으로 1988년 사업을 시작했다. 80~90년대 중국 내 부동산 임대사업으로 자본을 축적한 완다그룹은 그 후 상업용지의 거래, 호텔건축 및 운영, 백화점(완다플라자) 운영 등 부동산 역량을 근간으로 한 다양한 분야로 뛰어들었다. 2008년 베이징 올림픽을 기점으로 중국의 경제상황이 점점 나아지고 국민들의 소득수준이 높아졌지만 경제 성장의 한계가 드러나 실제로 2015년 말부터 부동산 성장도 점점 퇴보되었다. 이에 완다그룹은 경제성장에 따라 장기적 발전가능성이 충분한 것으로 여겨지는 문화 콘텐츠 사업 분야로 시선을 돌리게 되어 지금의 완다그룹이 되었다.

## 완다시티
완다그룹은 2016년 5월 종합 테마파크 완다시티(万达城)를 개장했다.
완다시티는 부지면적 200만평방미터(660만m2)에 건축면적 80만평방미터(260만m2)로 영화관, 수족관, 호텔, 쇼핑센터 등이 들어서 있다.